# ميتسونوري فوشيجوتشي
ميتسونوري فوشيجوتشي (باليابانية: 藤口 光紀) (17 أغسطس 1949 في مايه-باشي في اليابان – )؛ هو لاعب كرة قدم ياباني سابق كان يلعب كلاعب وسط. سبق له أن لعب مع منتخب اليابان.

## وصلات خارجية
- ميتسونوري فوشيجوتشي على موقع قاعدة بيانات كرة القدم.إي يو (الإنجليزية)
- ميتسونوري فوشيجوتشي على موقع ناشيونال فوتبول تيمز (الإنجليزية)

- National Football Teams
- Japan National Football Team Database